# Gmina Wilkowice
Gmina Wilkowice je gmina v jižním Polsku ve Slezském vojvodství v okrese Bílsko-Bělá. Žije zde přibližně 13 tisíc obyvatel.
Skládá se ze třech starostenství:
- Bystra – 3 887 obyvatel, rozloha 13,8 km²
- Meszna – 1 831 obyvatel, rozloha 2,6 km²
- Wilkowice – 4 496 obyvatel, rozloha 17,5 km²

## Přírodní poměry
Gmina leží v severní částí Żywiecké kotliny u Wilkowické Brány mezi Slezskými na západě a Malými Beskydy na východě. Wilkowice jsou součástí suburbánní zóny Bílska-Bělé. Celá gmina rozlohu 33,9 km², z toho 50 % pokrývají lesy.
Gmina sousedí:
|                        | Bílsko-Bělá, Kozy   |             |
| Czernichów, Łodygowice |                     | Bílsko-Bělá |
|                        | Szczyrk, Buczkowice |             |

## Partnerské obce
Partnerskými obcemi jsou:
- Likavka –  Slovensko
- Bziny –  Slovensko
- Krásná –  Česko
- gmina Lubiewo –  Polsko